# Venă mezenterică inferioară
În anatomia umană, vena mezenterică inferioară este un vas de sânge care drenează sângele din intestinul gros. De obicei, se termină la nivelul venei splenice, care se continuă spre formarea venei portă cu vena mezenterică superioară. Variațiile anatomice ce includ vena mezenterică inferioară care se varsă la confluența venei mezenterică superioară cu vena splenică și vena mezenterică inferioară, care se drenează în vena mezenterică superioară.

## Afluenți
Afluenții venei mezenterice inferioare drenează intestinul gros, colonul sigmoid și rectul și includ
- vena colică stângă
- venele sigmoide
- vena rectală superioară
- venele rectosigmoide

## Imagini suplimentare

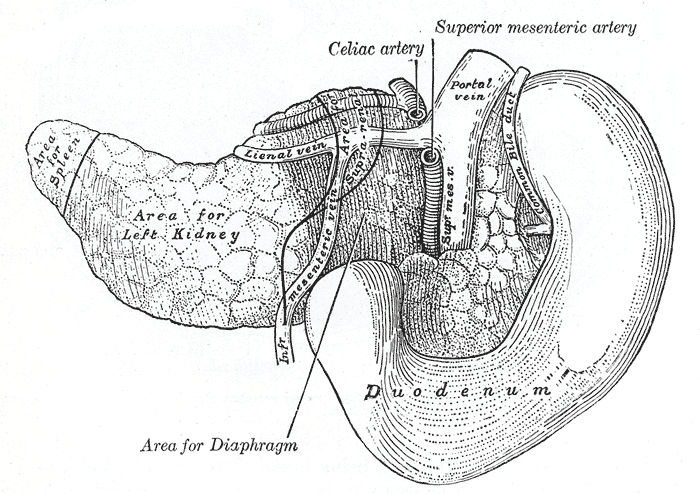
Pancreasul și duodenul din spate.